# Kevin Doyle
Kevin Edward Doyle (nascut el 18 de setembre de 1983) és un futbolista irlandès que juga de davanter amb el Colorado Rapids de la Major League Soccer i la República d'Irlanda.